# Caillardia haloxyli
Caillardia haloxyli är en insektsart som beskrevs av De Bergevin 1931. Caillardia haloxyli ingår i släktet Caillardia och familjen rundbladloppor.
Artens utbredningsområde är Tunisien. Inga underarter finns listade i Catalogue of Life.